# Адеев, Геннадий Дмитриевич
Геннадий Дмитриевич Адеев (30 июня 1945 — 14 октября 2023) — российский учёный, доктор физико-математических наук, профессор Омского государственного университета, заслуженный деятель науки РФ (1997).

## Биография
Родился 30 июня 1945 года в с. Мариинское Ульчского района Хабаровского края.
Окончил физико-технический факультет Томского политехнического института по специальности «Теоретическая ядерная физика» (1969) и его аспирантуру (1972).
В 1973 году защитил кандидатскую диссертацию:
- Исследование оболочечных эффектов в делящихся ядрах в двухцентровой модели : диссертация … кандидата физико-математических наук : 01.04.16. — Томск, 1972. — 170 с. : ил.

Работал младшим научным сотрудником в НИИ ядерной физики при ТПИ.
С 1977 года заведующий основанной им же кафедрой теоретической физики Омского государственного университета.
В 1986 году окончил докторантуру в лаборатории теоретической физики им. Н. Н. Боголюбова Объединённого института ядерных исследований (Дубна). Там же в 1989 году защитил докторскую диссертацию:
- Диффузионная модель формирования распределений осколков деления : диссертация … доктора физико-математических наук : 01.04.16 / Объед. ин-т ядер. исслед. — Дубна, 1988. — 332 с. : ил.

В 1990 году утверждён в учёном звании профессора.
С 2006 года профессор кафедры экспериментальной физики и радиофизики ОмГУ.
Автор более 100 научных работ. Совместно с учениками решил ряд важнейших теоретических задач в теории ядерного деления. Разработал новый подход к описанию динамики ядерного деления, основанный на многомерных стохастических уравнениях Фоккера-Планка и Ланжевена, создал диффузионную модель деления.
Сочинения:
- Diffuzion Model of Fission Fragments Distributions Forming. GD Adeev — Fiz. Elem. Chastits At. Yadra, 1988.
- G. D. Adeev et al., "Multidimensional Stochastic Approach to the Fission Dynamics of Exited Nuclei, " Fiz. Elem. Chastits At. Yadra 36(4), 732—820 (2005) [Phys. Part. Nucl. 36 (4), 378—426 (2005)].

Заслуженный деятель науки РФ (1997).